# Cotinga-de-garganta-encarnada
Cotinga-de-garganta-encarnada (nome científico: Porphyrolaema porphyrolaema) é uma espécie de ave da família Cotingidae. É a única espécie do género Porphyrolaema.